# Bernd Ahrbeck
Bernd Ahrbeck (* 28. August 1949 in Hamburg) ist ein deutscher Erziehungs- und Rehabilitationswissenschaftler, Psychologe und Psychoanalytiker.

## Leben
Von 1969 bis 1974 studierte er Psychologie an der Universität Hamburg und von 1970 bis 1977 Erziehungswissenschaft in Hamburg. Nach der Promotion 1982 am Fachbereich Psychologie der Universität Hamburg und der Habilitation 1991 am Fachbereich Erziehungswissenschaft der Universität Hamburg bildete er sich von 1986 bis 1993 zum Psychoanalytiker der Deutschen Psychoanalytischen Gesellschaft (DPG) weiter. Er war darauf von 1994 bis 2016 Professor für Pädagogik bei Problemverhalten mit dem Arbeitsschwerpunkt Psychoanalytische Pädagogik am Institut für Rehabilitationswissenschaften der Humboldt-Universität zu Berlin. Seit 2016 ist er Professor für Psychoanalytische Pädagogik an der International Psychoanalytic University Berlin.

Anders als die Verfechter einer radikalen Inklusion wie Hans Wocken oder Georg Feuser tritt Ahrbeck für eine inklusive Umsteuerung mit Augenmaß und ohne ideologische Überhöhungen ein. Das bedeutet, dass auch begrifflich an einer fachspezifischen Kategorisierung von „Behinderten“ festzuhalten ist und Förderschulen nicht völlig abzuschaffen sind. Dies gilt auch für den Förderschwerpunkt Emotional-soziale Entwicklung (ESE). Dagegen profitieren Kinder mit dem Förderschwerpunkt Lernen besonders in der Grundschule von einer Teilnahme an einer gemeinsamen Beschulung.
„Die Inklusion kann im Spannungsfeld von Gleichheit und Besonderheit, allgemeiner und spezieller Förderung Schwerpunkte anders als bisher setzen. Die Paradoxien und Antinomien, die dem Erziehungs- und Bildungsgeschehen immanent sind, vermag sie jedoch ebenso wenig zu lösen wie alle vorgegangenen Reformen. Substantielle und beständige Fortschritte wird sie nur dann erzielen, wenn sie nicht mit Erwartung, Ansprüchen und Hoffnungen überfrachtet wird, die sich bei realistischer Betrachtung als unerfüllbar erwiesen“ (Inklusion, 2014, S. 9).

## Veröffentlichungen (Auswahl)
- mit Waldtraut Rath: Beiträge im Handbuch der Heilpädagogischen Psychologe, Verlag Kohlhammer, Stuttgart 1987
- Konflikt und Vermeidung. Psychoanalytische Überlegungen zu aktuellen Erziehungsfrage. Neuwied 1997, ISBN 3-472-03191-3.
- Kinder brauchen Erziehung. Die vergessene pädagogische Verantwortung. Kohlhammer, Stuttgart 2004, ISBN 3-17-017973-X (Erziehungswissenschaftliches Review [abgerufen am 19. August 2023]).
- Inklusion. Eine Kritik. Stuttgart 2014, ISBN 3-17-031598-6.
- Der Umgang mit Behinderung. Besonderheit und Vielfalt, Gleichheit und Differenz. Stuttgart 2017, ISBN 3-17-032906-5.
- Was Erziehung heute leisten kann. Pädagogik jenseits der Illusionen. Stuttgart 2020, ISBN 3-17-036925-3.
- Der dornenreiche Weg der Inklusion (Gastbeitrag in faz.net 22. August 2021 und FAZ)